# Inholland Egyetem
Az Inholland Egyetem (hollandul: Hogeschool Inholland; franciául: Université des sciences appliquées d'Inholland; németül: Hochschule Inholland) alkalmazott tudományok egyeteme, amelynek nyolc különböző holland városban található campusa. Az egyetem az alkalmazott tudományok oktatási módját követi. Több mint 100 ország több mint 37 000 hallgatója tanul ott.
Hollandiában kétféle egyetem létezik: a kutatóegyetemek és alkalmazott tudományok egyetemei. A kutatóegyetemek felelősek a kutatásorientált programok felajánlásáért, míg az alkalmazott tudományok egyetemei olyan kurzusokat kínálnak, amelyek a művészetek és a tudományok gyakorlati alkalmazására összpontosítanak, fő hangsúlyt fektetve a valós életre és a karrier előkészítésére.

## Campusok
Az alábbi városokban vannak campusai:
- Alkmaar
- Amszterdam
- Delft
- Hága
- Diemen
- Dordrecht
- Haarlem
- Rotterdam